# Vladislav Kavaliow
Vladislav Vladimiravitch Kavaliow ou Kavalyow ou Kovaliov (biélorusse : Уладзіслаў Уладзіміравіч Кавалёў, transcription utilisée par la FIDE : Vladislav Kovalev) est un joueur d'échecs biélorusse né le 6 janvier 1994 à Minsk. Grand maître international depuis 2013, il a remporté le championnat de Biélorussie en 2016 et l'Open Aeroflot en 2018.
Au 1er juin 2017, il est le numéro un biélorusse et le 128e joueur mondial avec un classement Elo de 2 641 points.

## Carrière aux échecs
Kavaliow a remporté la médaille d'argent individuelle au championnat d'Europe des moins de 14 ans en 2008 et la médaille de bronze au championnat d'Europe des moins de 16 ans en 2010. En 2011, il remporte le mémorial David Bronstein rapide à Minsk. En 2013, il remporte le mémorial Ilmar Raud à Viljandi. En 2015, il gagne l'open Aeroflot B
Il a représenté la Biélorussie lors des olympiades de 2012, 2014 et 2016,.
En 2016, il termina premier du championnat biélorusse.
En 2017, il finit troisième du tournoi principal de l'open Aeroflot puis premier l'année suivante, en 2018. Grâce à ce résultat, il est qualifié pour le tournoi d'échecs de Dortmund où il finit à la 2e-4e place ex æquo.